# 1re étape du Tour de France 1904
Pour un article plus général, voir Tour de France 1904.
La 1re étape du Tour de France 1904 s'est déroulée les samedi 2 juillet et dimanche 3 juillet 1904. Elle part de Montgeron et arrive à Lyon pour une distance de 467 kilomètres. L'étape est remportée par le Français Maurice Garin qui prend également la tête du classement général.

## Description

### Parcours
Le départ est donné à 21 heures, à la sortie de la commune de Villeneuve-Saint-Georges, au nord du bourg de Montgeron, devant le café du Réveil-Matin.
| Communes ou localité       | Département    | km  | Remarque                       |
| -------------------------- | -------------- | --- | ------------------------------ |
| Montgeron                  | Seine-et-Oise  | 0   | Départ au Réveil-Matin         |
| Draveil                    | Seine-et-Oise  | 7   |                                |
| Corbeil                    | Seine-et-Oise  | 18  |                                |
| Nandy                      | Seine-et-Marne | 27  |                                |
| Melun                      | Seine-et-Marne | 35  |                                |
| Fontainebleau              | Seine-et-Marne | 53  | Contrôle volant                |
| Bourron-Marlotte           | Seine-et-Marne | 60  |                                |
| Nemours                    | Seine-et-Marne | 69  | Contrôle à la gare ferroviaire |
| Souppes-sur-Loing          | Seine-et-Marne | 80  |                                |
| Fontenay-sur-Loing         | Loiret         | 88  |                                |
| Montargis                  | Loiret         | 102 | Contrôle volant                |
| Mormant-sur-Vernisson      | Loiret         | 108 |                                |
| Nogent-sur-Vernisson       | Loiret         | 119 |                                |
| Briare                     | Loiret         | 143 |                                |
| Neuvy-sur-Loire            | Loiret         | 160 |                                |
| Cosne-sur-Loire            | Nièvre         | 174 | Contrôle volant                |
| La Charité-sur-Loire       | Nièvre         | 202 |                                |
| Pougues-les-Eaux           | Nièvre         | 215 |                                |
| Nevers                     | Nièvre         | 227 | Contrôle fixe                  |
| Saint-Pierre-le-Moûtier    | Nièvre         | 250 |                                |
| Villeneuve-sur-Allier      | Allier         | 260 |                                |
| Moulin                     | Allier         | 281 | Contrôle fixe                  |
| Bessay-sur-Allier          | Allier         | 296 |                                |
| Varennes-sur-Allier        | Allier         | 311 |                                |
| Saint-Gérand (homonymie) ? | Allier         | 324 |                                |
| Lapalisse                  | Allier         | 332 |                                |
| La Pacaudière              | Loire          | 357 |                                |
| Roanne                     | Loire          | 381 | Contrôle fixe                  |
| Saint-Symphorien-de-Lay?   | Loire          | 397 |                                |
| Tarare                     | Rhône          | 424 |                                |
| L'Arbresle                 | Rhône          | 444 |                                |
| Lyon                       | Rhône          | 467 | Contrôle fixe                  |

## Classement
Les dix premiers de l'étape sont :
| \| Classement de l'étape \| Classement de l'étape \| Classement de l'étape \| Classement de l'étape \| Classement de l'étape \| \| Coureur \| Coureur \| Pays \| Équipe \| Temps \| \| --------------------- \| --------------------- \| --------------------- \| --------------------- \| --------------------- \| \| 1er \| Maurice Garin \| France \| La Française \| DQ \| \| 2e \| Lucien Pothier \| France \| La Française \| DQ \| \| 3e \| Pierre Chevalier \| France \| La Française \| DQ \| \| 4e \| Michel Frédérick \| Suisse \| Peugeot \| + \| \| 5e \| Giovanni Gerbi \| Italie \| La Française \| + \| \| 6e \| César Garin \| Italie \| La Française \| + \| \| 7e \| François Beaugendre \| France \| Cycles JC \| + \| \| 8e \| Émile Lombard \| Belgique \| Bovy-Herstal \| + \| \| 9e \| Henri Gauban \| France \| La Française \| + \| \| 10e \| Antoine Fauré \| France \| Sauvinet et Robin \| + \| |                     |          |                   |       |
| |                     |          |                   |       |
| Source : ProCyclingStats |                     |          |                   |       |
| Classement de l'étape |                     |          |                   |       |
| Coureur | Coureur             | Pays     | Équipe            | Temps |
| 1er | Maurice Garin       | France   | La Française      | DQ    |
| 2e | Lucien Pothier      | France   | La Française      | DQ    |
| 3e | Pierre Chevalier    | France   | La Française      | DQ    |
| 4e | Michel Frédérick    | Suisse   | Peugeot           | +     |
| 5e | Giovanni Gerbi      | Italie   | La Française      | +     |
| 6e | César Garin         | Italie   | La Française      | +     |
| 7e | François Beaugendre | France   | Cycles JC         | +     |
| 8e | Émile Lombard       | Belgique | Bovy-Herstal      | +     |
| 9e | Henri Gauban        | France   | La Française      | +     |
| 10e | Antoine Fauré       | France   | Sauvinet et Robin | +     |

55 coureurs sont classés à l'issue de la première étape.